# Гімн Сінгапуру
Majulah Singapura («Вперед, Сінгапуре!») — державний гімн Сінгапуру. У 1958 році Зубір Саїд написав пісню для офіційних зборів Міської ради Сінгапуру, а 1959 року її вибрали гімном острова, коли місто здобуло самоврядування. Після повної незалежності в 1965 році Majulah Singapura був формально затверджений як Сінгапурський національний гімн. Згідно з законом гімн треба виконувати в оригіналі малайською мовою, хоча існують його офіційні переклади трьома іншими державними мовами: англійською, мандаринською та тамільською.
Спочатку гімн був написаний у ре-мажорі, однак у 2001 році його офіційно перевели на нижчу тональність фа-мажор, мовляв, для «величнішого та більш надихаючого виконання».
Державний гімн регулярно виконують у школах, а також у казармах збройних сил під час церемоній на початку і в кінці кожного дня. При цьому піднімають або спускають державний прапор і дається державна обітниця. Сінгапурців заохочують співати державний гімн на святах державного значення, таких як День національної єдності, під час інших ритуальних церемоній, які проводять освітні заклади та державні установи цього дня, а також під час спортивних заходів, у яких бере участь команда із Сінгапуру.

## Історія

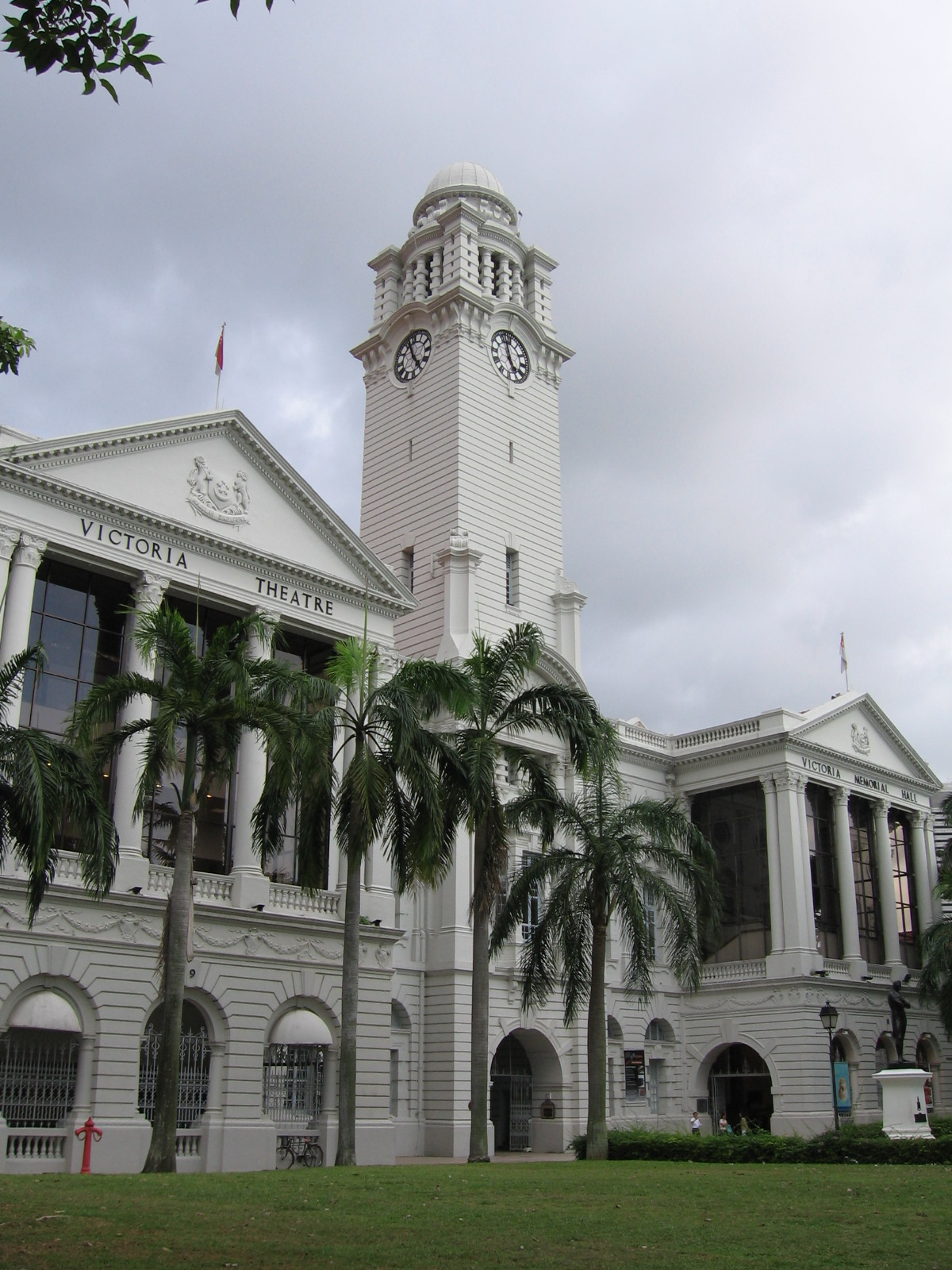
Так у січні 2006 року виглядав театр «Вікторія». 6 вересня 1958 року в ньому відбулося перше публічне виконання гімну Majulah Singapura.

Пісню «Вперед, Сінгапуре!» було написано в часи руху за незалежність від Великої Британії. Коли Сінгапур був британською колонією, його державним гімном був «Боже, бережи короля (чи королеву)». У 1951 році королівським указом короля Георга VI колонії був дарований статус міста. У 1958 році заступник голови міста при міській раді Сінгапуру Он Пан Бун звернувся до Зубіра Саїда, аранжувальника та автора пісень на кіностудії «Кетей-Керіс Фільм Продакшнс», з пропозицією створити музичну тему для офіційних зборів міської ради під назвою Majulah Singapura (з малайської — «Вперед, Сінгапуре!»). Це було гасло з будівлі театру «Вікторія» після його реконструкції в 1958 році.
Саїду знадобився рік, щоб написати музику та слова пісні. У 1984 році в інтерв'ю він так описав цей творчий процес: «Складність полягала в тому, що в такій короткій мелодії треба було вмістити всі слова… Вони мали бути дуже простими, зрозумілими для всіх народів Сінгапуру… Я також консультувався з малайським письменником, щоб зробити все як слід малайською мовою, але щоб водночас не надто глибоко і складно». Підсумовуючи свою філософію під час написання гімну, Саїд цитує малайське прислів'я: «Di mana bumi dipijak, di situ langit dijunjung» («Треба тримати небо над землею, на якій живете»).
6 вересня 1958 року готову композицію вперше виконав Сінгапурський камерний оркестр у фіналі концерту на честь офіційного відкриття театру «Вікторія» після його реконструкції.
У 1959 році Сінгапур отримав самоврядування і міську раду було розпущено. Уряд вважав, що місту-державі потрібен гімн для відчуття єдності різних народів Сінгапуру. Заступник прем'єр-міністра То Чін Чай вибрав уже популярну на той час пісню міської ради. На його прохання Саїд змінив слова та мелодію, і перероблену пісню затвердили на законодавчих зборах 11 листопада 1959 року. 30 листопада того ж року було прийнято Закон про державний прапор, герб та гімн Сінгапуру, який регулював використання цих державних символів. 3 грудня Majulah Singapura був формально представлений народу під час інавгурації Юсова бін Ішака на посаду глави держави. Водночас було представлено державний прапор та державний герб і проведено «тиждень лояльності». 9 серпня 1965 року, після здобуття повної незалежності від Малайзії, Majulah Singapura був формально прийнятий як державний гімн республіки Сінгапур.

## Використання

### Приводи для виконання

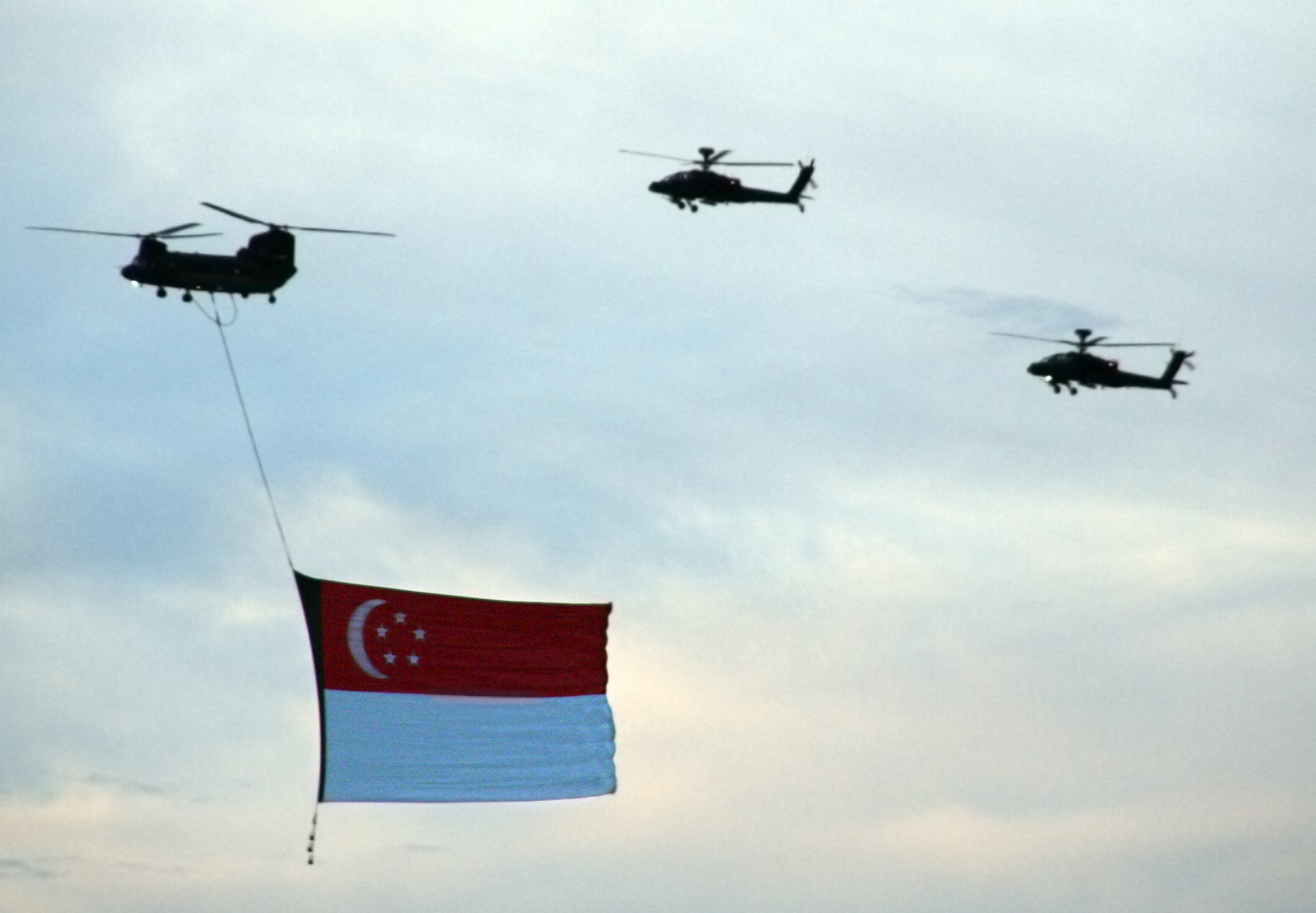
Гігантський прапор Сінгапуру, прикріплений до гелікоптера, CH-47 Chinook під час репетиції Національного дня єдності 29 липня 2006 року. Проліт відбувся під час виконання державного гімну.

У сінгапурських початкових школах у рамках громадянської та етичної освітньої програми проводяться уроки, присвячені державному гімну та його виконанню. Державний гімн співають у всіх провідних школах та казармах збройних сил під час церемоній, а також на початку та в кінці кожного дня. При цьому піднімають або спускають державний прапор і дається державна обітниця.
Сінгапурців заохочують співати державний гімн на святах державного значення, таких як День національної єдності, та інших ритуальних церемоніях, які проводять освітні заклади та державні установи цього дня, а також під час спортивних заходів за участі команди із Сінгапуру. У листопаді 2004 року 18-річна сінгапурка Олівія Он, яка проживає в Токіо, виконала Majulah Singapura на азійських кваліфікаційних раундах Чемпіонату світу з футболу 2006 на стадіоні в Сайтамі (Японія). Через два місяці, в січні 2005 року, переможцю конкурсу «Сінгапурський ідол» Тауфіку Батісаху запропонували стати першим виконавцем державного гімну на міжнародному футбольному матчі на Національному стадіоні в Сінгапурі — матч-відповідь у фіналі Кубка тигра (тепер Чемпіонат АСЕАН із футболу) між Сінгапуром та Індонезією. Проте через військовий обов'язок Тауфік був змушений відхилити пропозицію і його замінив Джай Вахаб. У липні 2005 року сінгапурська співачка та актриса Джакінта Абішеґанаден виконала державний гімн в Еспланаді під час церемонії відкриття 117-ї сесії Міжнародного олімпійського комітету, коли Лондон вибрали господарем Літніх олімпійських ігор 2012.

### Як слухати
Загальноприйнято під час виконання державного присутнім встати і тримати руки вільно.
Під час підняття чи приспущення державного прапора виконується державний гімн, військові або учасники воєнізованих формувань, які знаходяться на вулиці, підносять руку до головного убору і повертаються обличчям до прапора. Якщо вони вишикувані в стрій під командуванням офіцера, то лише офіцер виконує вітання, в іншому випадку вітання виконують усі. Салютування необов'язкове, якщо церемонія піднімання чи спускання державного прапора відбувається у приміщенні. У такому випадку військові зобов'язані припинити поточну роботу та стати в положення «струнко».

### Інші використання
На сінгапурському радіо і телебаченні державний гімн грають на початку і в кінці робочого дня, хоча така традиція стає менш поширеною, частково через появу цілодобових телеканалів та радіостанцій.
Назву державного гімну використовує організація Majulah Connection, сінгапурська громадська неприбуткова організація, створена в листопаді 2002 року, що встановлює контакти між сінгапурцями та їхніми співгромадянами за кордоном і друзями Сінгапуру. Організація формально отримала статус недержавної в січні 2003 року.

### Рекомендації щодо виконання
Використання державного гімну регулюється частиною IV Правил про державний герб, прапор та гімн зроблених згідно з Законом про державний герб прапор та гімн. Згідно з цими правилами:
- Державний гімн можна виконувати з будь-якої відповідної нагоди[22]. Зокрема він повинен виконуватись при урочистому військовому привітанні президента[23];
- Коли грають або співають державний гімн, усі присутні повинні встати на знак поваги[24].
- Стосовно музичного виконання державного гімну:
  - Виконавець державного гімну має робити це згідно з офіційним аранжуванням, викладеним у третьому додатку до закону, або будь-яким іншим аранжуванням, дозволеним у наступному параграфі закону[25];
  - Аранжування державного гімну можна змінити, якщо це відповідає гідності пісні, за умови виконання таких застережень:
а) державний гімн не може бути частиною іншої композиції і
б) будь-яке аранжування державного гімну має точно відображати мелодію та повну версію офіційних слів пісні[26].
  - Під час виконання державного гімну потрібно використовувати офіційні слова і заборонено співати будь-який їхній переклад[27].

Злочином вважається свідоме виконання державного гімну з порушенням правила 13(1) (виконувати гімн згідно з офіційним аранжуванням чи будь-яким із дозволених аранжувань) або 13(3) (співати гімн з офіційними словами та не співати його переклад). Як покарання накладається штраф, який не перевищує S$1000.

## Переклади
У 1989 році в інтерв'ю для Відділу усної історії доктор То Чін Чай заявив, що державний гімн має бути малайською мовою, бо це «корінна мова регіону, тоді як англійська не є рідною для цієї частини світу». За його словами, малайська версія державного гімну промовлятиме до всіх націй, «його можна буде легко зрозуміти і водночас легко запам'ятати. … Він має бути в міру коротким… і легко співатися». Однак, 22 липня 1991 року щоденна англомовна газета The Straits Time написала, що під час зустрічі прем'єр-міністра Го Чок Тонга з лідерами спільнот ініціативна група та якийсь адвокат запропонували «покращення» державного гімну. Вони мотивували це тим, що багато сінгапурців не можуть співати малайською, а отже не можуть мати «сильних почуттів» чи «сильних емоцій, коли вони виконують державний гімн».
Зокрема, дехто з ініціативних лідерів заявив, що оскільки китайці становлять більшість населення, слід використовувати мандаринську версію гімну. Прем'єр-міністр відповів, що збереже державний гімн у такому вигляді, в якому він був, але забезпечить легший доступ до перекладів на інші рідні мови. Колишній заступник прем'єр-міністра С. Раджаратнам також критикував пропозицію змінити слова пісні. Він вважав, що малайські слова гімну такі прості, що «всі старше п'яти років, хіба що розумово неповноцінні, можуть без проблем співати гімн. Усі сінгапурські діти дошкільного віку не тільки не мали проблем із запам'ятовуванням слів, але й протягом десятиріч співали його щоранку із „сильними почуттями та емоціями“». Він також зазначив, що державний гімн перекладено трьома іншими офіційними сінгапурськими мовами (англійською, мандаринською і тамільською) для тих, хто не розуміє малайської.
У результаті подальшого опитування від The Straits Times з'ясувалося, що тоді як багато сінгапурців знає значення слів державного гімну, тільки семеро із 35-ти опитаних знають значення кожного слова. Однак, усі респонденти, крім трьох, погодились, що гімн і надалі слід співати малайською. Ті троє, що не погодились, вважали, що гімн треба співати англійською, оскільки ця мова найпоширеніша в Сінгапурі. Усі опитані, включно з тими, хто не розумів значення слів, сказали, що вони відчувають гордість, коли чують або співають державний гімн.
Співака Тауфіка Батісаха критикували за неправильну вимову слова berseru (проголошувати) замість bersatu (об'єднувати) під час виконання Majulah Singapura перед початком Гран-прі Сінгапуру в 2009 році 27 вересня 2009 року. Згодом опитування від Straits Times з'ясувало, що з 50-ти осіб лише 10 могли заспівати державний гімн бездоганно. Більшість із них правильно змогли відтворити від 80 до 90 % слів, тоді як шестеро згадали тільки перший рядок або й менше. Багато респондентів правильно відповіли, що назва державного гімну означає «Вперед, Сінгапуре!». І хоча більшість опитуваних не розуміли значення слів гімну, проте вони не погодились, щоб гімн був англійською. Один із респондентів заявив: «Краще малайською, тому що це наша культурна історія. Так гімн більш промовистий і веде до наших витоків».

## Аранжування та записи
Для офіційних нагод з 1965 року використовувалась скорочена версія Majulah Singapura, хоча існує також розширена версія для важливих церемоній. Аранжування цих версій виконав англієць Майкл Херд. Їх вперше було записано у виконанні Сінгапурського симфонічного оркестру під диригуванням Лім Яу.
Початкова версія державного гімну була в тональності ре-мажор, хоча в 1983 році було випущено освітній запис для шкіл, де описувалися поширені помилки при виконанні гімну, і на цьому записі був варіант виконання гімну у фа-мажорі. В 1993 році коротша версія Majulah Singapura була оголошена офіційною.
19 січня 2001 року Majulah Singapura був офіційно випущений у фа-мажорі, мовляв, для «величнішого та більш надихаючого виконання» гімну. Міністерству інформації та мистецтв (тепер Міністерство інформації, комунікації та мистецтв (MICA)) знадобився рік, щоб випустити нову версію. Головною метою було зробити гімн доступнішим для всіх громадян Сінгапуру. У травні 2000 року було запрошено кілька провідних місцевих композиторів, щоб переписати державний гімн у фа-мажорі. Оцінювальна комісія на чолі з Бернардом Таном вибрала версію лауреата культурного медальйона Фуна Ю Тєна. В оркестровці Фуна застосовано повільніший темп і використано більше інструментів, щоб створити величну інтерпретацію гімну. Тоді ж MICA доручило Кен Ліму виконати запис виступу Сінгапурського симфонічного оркестру під керівництвом Лім Яу, який відбувся в концертному залі театру «Вікторія» 20 листопада 2000 року. Нове аранжування записали в семи різних версіях, у тому числі з двома оркестровими (інструментальна та сольне виконання Джакінти Абішеґанаден і Сінгапурського молодого хору) та сольною версією на піаніно.

## Слова
| Малайською (офіційні слова) | Англійською |
| --- | --- |
| Mari kita rakyat Singapura sama-sama menuju bahagia; Cita-cita kita yang mulia, berjaya Singapura. Marilah kita bersatu dengan semangat yang baru; Semua kita berseru, Majulah Singapura, Majulah Singapura! Marilah kita bersatu dengan semangat yang baru; Semua kita berseru, Majulah Singapura, Majulah Singapura! | Come, fellow Singaporeans Let us progress towards happiness together May our noble aspiration bring Singapore success Come, let us unite In a new spirit Together we proclaim Onward Singapore Come, let us unite In a new spirit Together we proclaim Onward Singapore |

| Мандаринською | Тамільською |
| --- | --- |
| 来吧，新加坡人民， 让我们共同向幸福迈进； 我们崇高的理想， 要使新加坡成功。 来吧，让我们以新的精神， 团结在一起； 我们齐声欢呼： 前进吧，新加坡！ 来吧，让我们以新的精神， 团结在一起； 我们齐声欢呼： 前进吧，新加坡！ | சிங்கப்பூர் மக்கள் நாம் செல்வொம் மகிழ்வை நோக்கியே சிங்கப்பூரின் வெற்றிதான் சிறந்த நம் நாட்டமே ஒன்றிணைவோம் அனைவரும் ஓங்கிடும் புத்துணர்வுடன் முழுங்குவோம் ஒன்றித்தே முன்னேறட்டும் சிங்கப்பூர் ஒன்றிணைவோம் அனைவரும் ஓங்கிடும் புத்துணர்வுடன் முழுங்குவோம் ஒன்றித்தே முன்னேறட்டும் சிங்கப்பூர் |

## Транслітерація

### Китайською
Lái ba, xīnjiāpō rénmín, 

Ràng wǒmen gòngtóng xiàng xìngfú màijìn; 

Wǒmen chónggāo de lǐxiǎng,

Yào shǐ xīnjiāpō chénggōng.

Lái ba, ràng wǒmen yǐ xīn de jīngshén,

Tuánjié zài yīqǐ;

Wǒmen qí shēng huānhū:

Qiánjìn ba, xīnjiāpō!

Qiánjìn ba, xīnjiāpō!

Lái ba, ràng wǒmen yǐ xīn de jīngshén,

Tuánjié zài yīqǐ; Wǒmen qí shēng huānhū: 

Qiánjìn ba, xīnjiāpō! Qiánjìn ba, xīnjiāpō!

### Тамільською
Ciṅkappūr makkaḷ nām 

Celvom makiḻvai nōkkiyē 

Ciṅkappūriṉ veṟṟitāṉ 

Ciṟanta nam nāṭṭamē 

Oṉṟiṇaivōm aṉaivarum 

Ōṅkiṭum puttuṇarvuṭaṉ 

Muḻuṅkuvōm oṉṟittē 

Muṉṉēṟaṭṭum ciṅkappūr 

Muṉṉēṟaṭṭum ciṅkappūr 

Oṉṟiṇaivōm aṉaivarum 

Ōṅkiṭum puttuṇarvuṭaṉ 

Muḻuṅkuvōm oṉṟittē 

Muṉṉēṟaṭṭum ciṅkappūr: 

Muṉṉēṟaṭṭum ciṅkappūr!

## Український Переклад
Ми, народ Сінґапура

Разом ідемо до щастя

Нашe благородне прагнення  –

Зробити Сінґапур успішним.

Давайте об'єднаємось

У новому духовному початку

І разом проголосимо

Вперед, Сінґапур!

Вперед, Сінґапур!

## Додаткова інформація

### Статті
- National symbols: The National Anthem, Education and Outreach Division, National Heritage Board, 2004, архів оригіналу за жовтень 21, 2007, процитовано 27 жовтня 2007.
- Singapore's national anthem, National Day Parade Executive Committee, 2007, архів оригіналу за 9 листопада 2007, процитовано 9 грудня 2007.

### Книжки та інші друковані матеріали
- Singapore Legislative Assembly (1959), State Arms and Flag and National Anthem of Singapore (Legislative Assembly (New Series) Misc. 2 of 1959), Singapore: Printed at the Government Printing Office.
- The National Symbols Kit, Singapore: Prepared by Programmes Section, Ministry of Information and the Arts, 1999 — a kit on the key symbols of Singapore consisting of eight fact sheets, one booklet, one CD and one national flag.
- Phoon, Yew Tien (2006), Majulah Singapura: Arrangement for Large Orchestra with Choir [music score], Singapore: UTN. Commissioned by National Day Parade 2007 Show Committee for the 2007 Singapore National Day Parade.